# Pliska

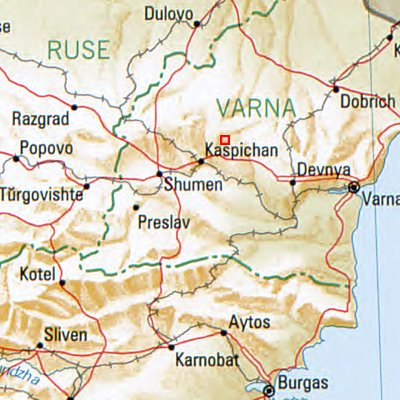
Pliska (rotes Viereck) – Bulgarien – Nachbarorte: Kaspitschan, Schumen, Preslaw, Warna, Dobritsch, Targowischte, Popowo, Rasgrad, Dulowo

Pliska [ˈpliskɐ] (bulgarisch Плиска), auch Ak Baba, Pliskow bzw. Aboba ist eine frühere Hauptstadt des bulgarischen Reiches und heute ein Dorf in Nordostbulgarien, in der Oblast Schumen, in der Gemeinde Kapitscha, in der Nähe der Städte Nowi Pasar und Kaspitschan.
Die Überreste der alten bulgarischen Hauptstadt des Ersten Bulgarischen Reiches sind heute eine archäologische Ausgrabungsstätte und liegen 7 km westlich von Nowi Pasar in der Oblast Schumen. Die heutige Ortschaft Pliska hat 775 Einwohner (31. Dezember 2022), liegt 140 m hoch und etwa 2 km südlich von den Ruinen der einstigen Hauptstadt Bulgariens entfernt. Nach Sofia sind es 404 km.

## Geschichte
Pliska war die Hauptstadt des Ersten Bulgarischen Reiches.
Nach älteren historischen Vorstellungen wurde sie von Khan Asparuch um 680 gegründet und war Hauptstadt bis 893, als sie diese Funktion an Preslaw abtreten musste.
Nach jüngeren historischen und archäologischen Untersuchungen könnte die von Asparuch um 680 eroberte Stadt Oglos an der Donaumündung erste Hauptstadt des Ersten Bulgarischen Reiches gewesen sein. Zudem fehlen auch schriftliche Zeugnisse über Pliska vor dem 9. Jahrhundert. Allerdings konnte Oglos noch nicht lokalisiert werden.
Bereits länger wird die These von einem frühmittelalterlichen Wanderfürstentum in Erwägung gezogen, wonach sich der bulgarische Hof je nach Erfordernis an verschiedenen Orten seines Herrschaftsgebietes niederließ. Einige Historiker sehen das frühmittelalterliche Bulgarien als einen Personenverbandsstaat, also als einen Herrschaftsbereich, welcher durch ein gegenseitiges, persönliches Abhängigkeitsverhältnis zwischen dem Herrscher und seinen Vasallen begründet war und keinen Institutionellen Flächenstaat darstellte. 
Neben den Schulen von Preslaw und Ohrid gehörte die Schule von Pliska zu den geistlichen Hochschulen des Bulgarenreiches. Im Jahre 811 erlitten die Byzantiner in der Schlacht von Pliska eine schwere Niederlage.
Die 27 km² große Stadt lag inmitten einer hügeligen Landschaft, welche keinen natürlichen Schutz bietet, was zu dieser Zeit eher ungewöhnlich war. Sie wurde von drei Verteidigungsringen umspannt. Der äußerste bestand aus einem Grabensystem, der zweite aus 9 bis 12 m hohen Steinmauern und der innerste aus Tonziegeln.
Historiker sehen in der Entwicklung der Stadt drei markante städtebauliche Etappen. Der erste Palast aus Holz stammt möglicherweise aus der Zeit Khan Asparuchs oder seines Sohns Terwel. Einen Bauschub erfuhr die Stadt hundert Jahre später unter Khan Krum. Zu dieser Zeit wurde ein neuer Palast mit großem Wasserspeicher und modernen Bädern sowie auch ein raffiniertes System von unterirdischen Geheimgängen angelegt.
Die erste namentliche Erwägung von Pliska findet sich in einer 822 unter Khan Omurtag errichteten Inschrift. Unter Omurtag erfuhr die Stadt einen Bauboom. In dieser Zeit erlebte Pliska ihre Blütezeit und bedeckte eine größere Fläche als Konstantinopel. Erwähnenswert sind besonders die neuen, aus massiven Steinblöcken errichteten Festungsmauern mit Türmen, der Kleine Palast mit den Wohnräumen für die adligen Familien, moderne beheizte Bäder sowie zwei heidnische Tempel und ein Thronsaal. Hauptkultstätte des Bulgarischen Reiches war das unweit von Pliska gelegene Felsenplateau Madara. An dem steilen Felsen ist das Relief eines Reiters zu sehen, der mit seinem Speer einen Löwen tötet (siehe Reiter von Madara). In der Nähe des Reliefs berichten viele Khane aus dem 8./9. Jahrhundert in langen Inschriften auf Stein über ihre Siegeszüge gegen Byzanz.
Die dritte Etappe erfolgte zur Zeit der Christianisierung und ist hauptsächlich durch den Bau der großen Basilika von Pliska gekennzeichnet. Hier wurden wahrscheinlich die aus Großmähren flüchtigen Schüler von Kyrill und Method im Jahre 886 vom Fürsten Boris I. empfangen, welche hier eine Vorläuferin der Schule von Preslaw gründeten.
Es ist nicht bekannt aus welchem Grund die Hauptstadt von Boris I. 893 von Pliska nach Preslaw verlegt wurde. Möglicherweise spielte die alte heidnische "Erblast" der Stadt und der anhaltende Widerstand des alten Adels gegen die Christianisierung eine Rolle.
- Siehe auch: Erstes Bulgarisches Reich, Protobulgaren, Schlacht von Pliska, Liste der Herrscher von Bulgarien

## Ruinen
Die Ruinen von Pliska wurden während des ganzen Mittelalters, bis zum Ende des 19. Jahrhunderts, als Steinbruch verwendet. Mit den Steinen aus Pliska wurde die Tombul-Moschee (1740) in Schumen und die türkische Festung Warna gebaut, die von 1830 bis 1834 erbaut wurde, nachdem die Russen die mittelalterliche Festung bei Warna zerstört hatten.
Die Steine wurden über die alte Römerstraße, die noch bis Mitte des 20. Jahrhunderts erhalten war, mit Pferdewagen die 80 km nach Warna gebracht.
Nach der Befreiung Bulgariens von den Türken, im Russisch-Osmanischen Krieg (1877–1878) musste die Festung gemäß dem Berliner Vertrag (1878) vollständig geschleift werden. Die Zitadelle der Burg wurde als letztes beseitigt (1908). Mit den Steinen wurde danach unter anderem 1896 die Entschlafung der Gottesmutter-Kathedrale in Warna erbaut, sowie die beiden Gymnasien.
Als diese Gebäude in den 1880er Jahren gebaut wurden, war die Bedeutung von Pliska noch nicht bekannt, da die Brüder Schkopril die Ruinen beim Dorf Aboba (bulg. Абоба) erst in den 1890er Jahren als erste bulgarische Hauptstadt Pliska identifizierten.

## Bilder

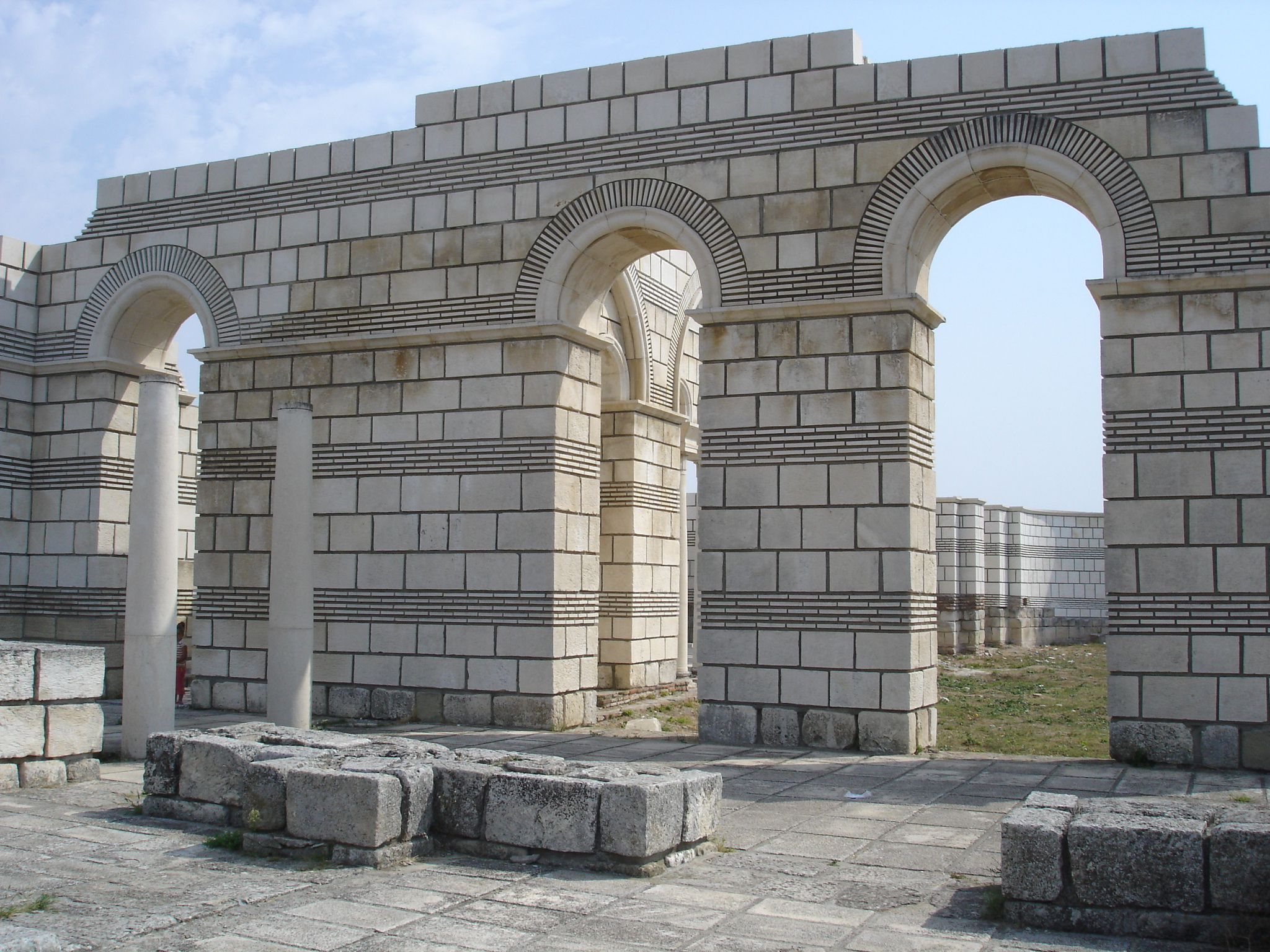
Alte Basilika
Alte Basilika
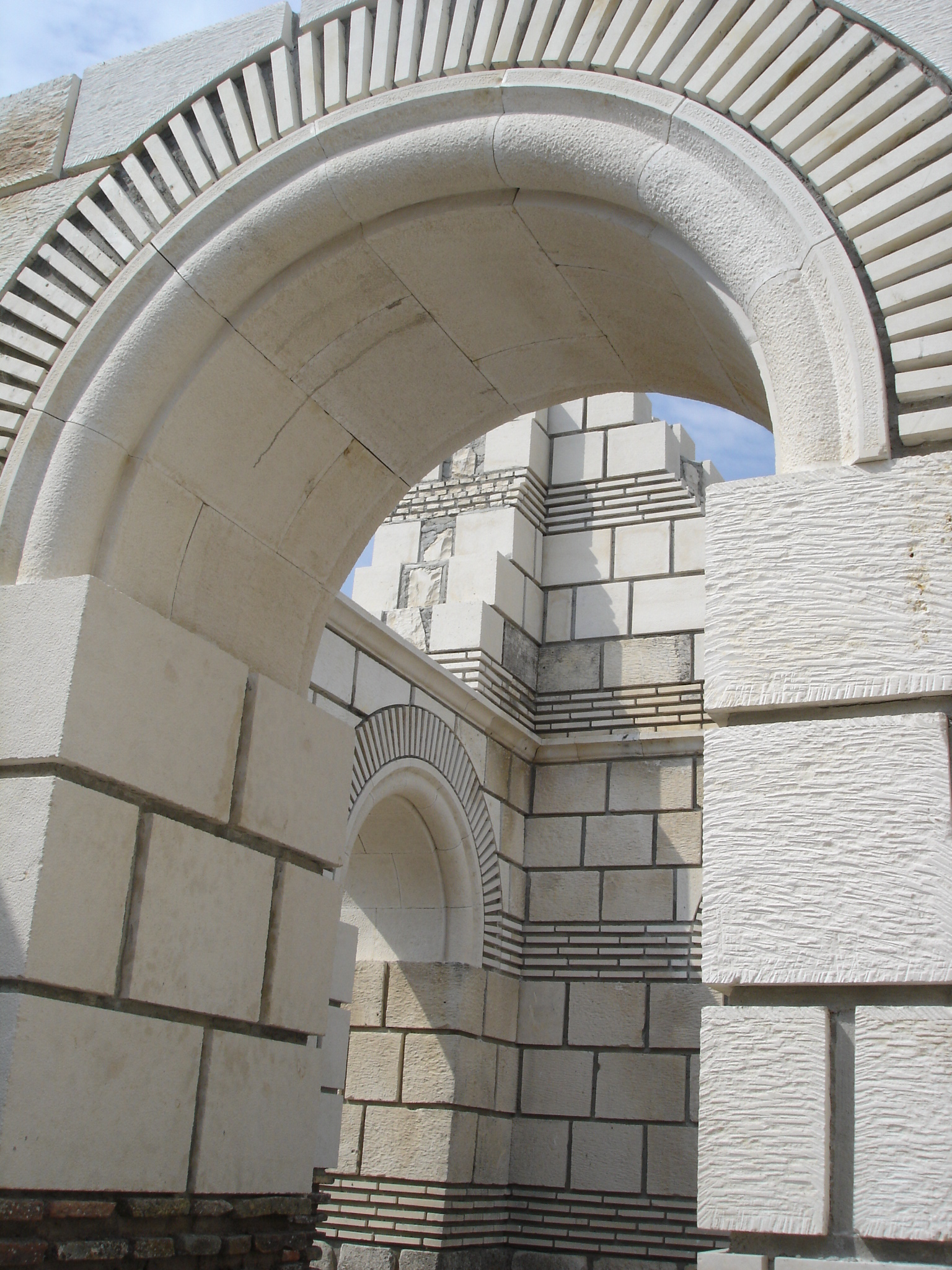
Alte Basilika, Fragment
Alte Basilika, Modell